# هاميلتون كامب
هاميلتون كامب (بالإنجليزية: Hamilton Camp)‏ مواليد 30 أكتوبر 1934 في لندن - الوفاة 02 أكتوبر 2005 في لوس أنجلوس، كاليفورنيا، الولايات المتحدة، هو ممثل إنجليزي بدأ مسيرته الفنية عام 1946.

## الأعمال
- تيتانيك
- الخريج
- السماء بإمكانها الانتظار
- طائر
- حورية البحر
- ديك تريسي
- حصاة وبنجوين
- جو القذر

## وصلات خارجية
- الموقع الرسمي
- هاميلتون كامب على موقع IMDb (الإنجليزية)
- هاميلتون كامب على موقع ألو سيني (الفرنسية)
- هاميلتون كامب على موقع ميوزك برينز (الإنجليزية)
- هاميلتون كامب على موقع أول موفي (الإنجليزية)
- هاميلتون كامب على موقع قاعدة بيانات برودواي على الإنترنت (الإنجليزية)
- هاميلتون كامب على موقع قاعدة بيانات برودواي على الإنترنت (الإنجليزية)
- هاميلتون كامب على موقع قاعدة بيانات الأفلام السويدية (السويدية)
- هاميلتون كامب على موقع إن إن دي بي (الإنجليزية)
- هاميلتون كامب على موقع أول ميوزيك (الإنجليزية)
- هاميلتون كامب على موقع ديسكوغز (الإنجليزية)